# Мо (чжуинь)

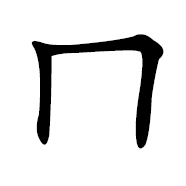
Мо

Мо — третья буква алфавита чжуинь, обозначает губно-губной носовой согласный /m/, графически происходит от иероглифа 冪 (ми), имеющего в современном языке значение математического термина показателя степени или от иероглифического ключа Мибу (эрхуа). В слоге может быть только инициалью (кит.声 — шэн), как инициаль образует 19 слогов.
| ㄇ                   | ㄇ                  | ㄇ                  | ㄇ                |
| -------------------- | ------------------- | ------------------- | ----------------- |
| ㄇㄚ — ma — ма       | ㄇㄞ — mai — май    | ㄇㄢ — man — мань   | ㄇㄤ — mang — ман |
| ㄇㄠ — mao — мао     | ㄇㄜ — me — мэ      | ㄇㄟ — mei — мэй    | ㄇㄣ — men — мэнь |
| ㄇㄥ — meng — мэн    | ㄇㄧ — mi — ми      | ㄇㄧㄠ — miao — мяо | ㄇㄧㄝ — mie — ме |
| ㄇㄧㄢ — mian — мянь | ㄇㄧㄣ — min — минь | ㄇㄧㄥ — ming — мин | ㄇㄧㄡ — miu — мю |
| ㄇㄛ — mo — мо       | ㄇㄡ — mou — моу    | ㄇㄨ — mu — му      |                   |

## Сравнения и омоглифы
- Иппанна — ப
- Ко (катакана) — コ
- 公 –